# 예도
예도(銳刀,Sharp-sword)는 조선시대이전부터 예전에 쓰던 끝이 뾰족한 군도(軍刀)의 하나로 환도와 비슷하게 생겼으며, 전체 길이는 약 130cm이고 무게는 900그램 정도이다.
또한 예도(銳刀,Sharp-sword)는 보병이 환도를 가지고 하던 검술이다. 십팔기(十八技) 또는 이십사반(二十四般) 무예의 한 가지이다.

## 무비지
중국 명나라의 무비지(武備志)에서는 당시 우리나라의 검술인 예도와 관련된 조선세법(朝鮮勢法)을 다룬바있다.
한편 신라 때부터 전해 오는 우리나라 고유의 검법으로 여겨지는 조선세법은  명나라 모원의(茅元儀)가 쓴 ≪무비지(武備志)≫에 수록되어 전해진다.

## 예도
무예도보통지(武藝圖譜通志)  예도총보(銳刀總譜)에서는 예도에 대해서 28가지 동작의 자세와 동선을 기술하고있다.
들어올려막기,점세(點勢)찌르기,휘두르기,내려치기등 팔이나 허리힘을 사용하는 기술뿐만아니라 본국검에서와 같이 몸의 회전력,몸의 무게중심을 활용한 효율적인 절삭력을 발휘하는 기술들이 도해되어있다.  또한 여선참사세(呂仙斬蛇勢)나 양각적천세(羊角弔天勢)같은 동작은 칼을 공중에 던진후 다시 이를 잡아채거나 칼을 우측 손아귀에서 좌측손아귀로 이리저리 옮기는 등 독특한 칼 숙련도를 높이기 위한 방법등도 기술하고있다.

## 같이 보기
- 왜도
- 태극검